# Teresa Testa di Lana
Teresa Testa di Lana (Palermo, fine del XVIII secolo – Palermo, dopo il 1848) è stata una brigante italiana che ha partecipato alla rivoluzione del 1848 a Palermo.

## Biografia
Poche sono le informazioni biografiche su Teresa Testa di Lana, una donna del contado palermitano che partecipò ai moti rivoluzionari del 1848.
È incerto anche il suo nome, indicato anche come Maria Teresa, Maria o Anna. I contemporanei la descrivono come una capraia, ma anche come una venditrice di fichi d'india, capo o affiliata ad una banda armata della quale facevano parte anche tre dei suoi figli, Antonio, Domenico e Francesco. Andava vestita con pantaloni e pistole ed era così chiamata per la testa canuta.

Nel gennaio 1848 i pastori delle montagne intorno Palermo, alla notizia della insurrezione, formarono squadre armate che subito si riversarono in città. I sei o settemila soldati borbonici di stanza a difesa, pur ricevendo dei rinforzi, non riuscirono a fare fronte alla pressione popolare e le squadre armate occuparono tra l'altro il Commissariato di San Domenico e del Celso dove trovarono cadaveri di prigionieri martoriati dalle torture. A capo di una queste squadre era Teresa Testa di Lana che riconobbe due dei suoi figli tra i prigionieri uccisi.

Il 21 febbraio 1848 le squadre popolari, tra cui quella comandata da Teresa Testa di Lana, sopraffatta la guardia delle prigioni di Sant'Anna, dove erano detenuti i poliziotti borbonici, ne fecero giustizia dopo processi sommari.

Il servizio alla causa rivoluzionaria di Testa di Lana ebbe all'inizio il sostegno del governo rivoluzionario, dopo i fatti del 21 febbraio 1848, però, la sua banda rappresentò una minaccia per l'ordine pubblico, per la ferocia dimostrata. I contemporanei raccontano infatti che Teresa Testa di Lana correva per Palermo tenendo in mano la testa sanguinante dei poliziotti uccisi. Inoltre la banda pretese il pagamento di un salario per oltre 1200 uomini, amplificando di molto il numero degli affiliati. Il governo rivoluzionario ritenne questa una richiesta inaccettabile di stipendio alla mala vita organizzata; si temeva, inoltre, che le bande popolari divenissero incontrollabili.

Il 28 aprile 1848, pertanto, vi fu uno scontro alla Fieravecchia tra la banda di Testa di Lana e la Guardia Nazionale. Alcuni dei banditi furono uccisi, altri catturati: tra questi Teresa Testa Di Lana che fu imprigionata al Castello a Mare. Fu rilasciata solo al ritorno dei Borbone a Palermo e non si hanno da questo momento più notizie di lei e dei suoi uomini.